# Мусса Дембеле (бельгійський футболіст)
Не варто плутати з французьким футболістом Мусса Дембеле, що також виступав за «Фулгем».
Мусса Сіді Яя Дембеле (фр. Moussa Sidi Yaya Dembélé, нар. 16 липня 1987, Антверпен, Бельгія) — бельгійський футболіст малійського походження, колишній півзахисник клубу «Тоттенгем Готспур» і національної збірної Бельгії.
Виступав, зокрема, за АЗ, з яким став чемпіоном і володарем Суперкубка Нідерландів та «Тоттенгем Готспур»,

## Клубна кар'єра
Почав професійну кар'єру в команді «Жерміналь-Беєрсхот», яка виступала в чемпіонаті Бельгії. Перший свій матч зіграв у 16 років. За два роки, проведених в «Жерміналі», зіграв всього 20 матчів та забив 1 гол. 2005 року ним цікавився амстердамський «Аякс», але Дембеле перейшов в «Віллем II» з Тілбурга.
Мусса провів у цьому клубі всього один сезон 2005/06, в якому забив 9 м'ячів. Сезон для «Віллема II» вийшов невдалим, команда зайняла передостаннє 17 місце в Ередивізі і лише в матчах плей-оф зберегла прописку в еліті.
2006 року перейшов в АЗ з Алкмаара. Тоді команду очолював Луї ван Гал. АЗ в сезоні 2006/07 став бронзовим призером чемпіонату Нідерландів, після поразки «Ексельсіору» (2:3), програв у фіналі Кубку Нідерландів «Аяксу» (1:1 в основний час і поразка в серії пенальті), програв плей-офф за місце в Лізі чемпіонів тому ж «Аяксу» (2:4). Того сезону Дембеле забив 6 голів, а найкращим бомбардиром команди став Денні Куверманс, який відзначився 14 точними ударами.
Сезон 2007/08 закінчився для АЗ ще гірше — клуб зайняв 11 місце та втратив шанси на участь в єврокубках. Дембеле засмутив суперників лише 4 рази.
Наступний сезон почався теж погано — перші два матчі вони програли, але в підсумку виграли чемпіонат. І хоча Дембеле не грав з жовтня до грудня через травму, наприкінці сезону він був визнаний найкращим гравцем Ередивізі.
Незважаючи на чутки, що Дембеле переходить в «Бірмінгем Сіті», 12 серпня 2010 року він приєднався да «Фулгема». Дембеле підписав контракт до 2013 року, «Фулхем» заплатив за нього 5 млн. фунтів. В англійському клубі новачок отримав 30-ий номер. Перший свій гол бельгієць забив у матчі проти клубу «Порт Вейл» у рамках Кубка Ліги. Протягом двох сезонів у «Фулгемі» добре себе зарекомендував і викликав інтерес від інших команд англійської Прем'єр-ліги(
Влітку 2012 року перебрався до «Тоттенгем Готспур», який погодився сплатити прописану в контракті бельгійця суму відступних — 15 мільйонів фунтів. Отримав у новій команді 19-ий номер. У складі «шпор» відразу став ключовим гравцем в опорній зоні півзахисту. В сезоні 2017/18 провів свою двухсоту гру за цю команду в усіх змаганнях.

## Виступи за збірні
2002 року дебютував у складі юнацької збірної Бельгії, взяв участь у 22 іграх на юнацькому рівні, відзначившись 5 забитими голами.
Дембеле брав участь у літніх Олімпійських іграх 2008 року, де він відзначився трьома м'ячами, в тому числі дублем Італії в чвертьфіналі, допомігши своїй збірній перемогти 3:2. Щоправда після того Бельгія програла Нігерії в півфіналі і Бразилії в матчі за третє місце, але Дембеле зіграв у всіх шести іграх Бельгії на Олімпійських іграх.
20 травня 2006 року дебютував в офіційних матчах у складі національної збірної Бельгії в грі проти збірної Словаччини, змінивши по ходу матчу Луїджі П'єроні. В подальшому регулярно залучався до матчів національної команди, яка протягом тривалого часу не могла подолати кваліфікаційні відбори ані на чемпіонати Європи, ані на чемпіонат світу 2010.
Тож першим великим турніром для Дембеле у збірній став чемпіонаті світу 2014 року, на якому він не був основним гравцем і взяв участь лише у двох іграх групового етапу, а його команда дійшла чвертьфіналу, в якому поступилася аргентинцям.
За два роки, на Євро-2016 також був насамперед резервним гравцем, його участь у турнірі обмежилася однією грою на груповому етапі.
2018 року поїхав на свою другу світову першість — тогорічний чемпіонат світу в Росії, на якому дебютував у першому ж турі групового етапу, вийшовши на заміну наприкінці зустрічі з Панамою. Згодом відіграв усі 90 хвилин заключного матчу групи проти Англії, на момент якого обидві команди-учасниці успішно вирішили завдання виходу до плей-оф і на який тренери обох команд виставили резервні склади.
| Дата       | Місто         | Господарі            | Результат | Гості                | Турнір             | Голи | Примітки |
| ---------- | ------------- | -------------------- | --------- | -------------------- | ------------------ | ---- | -------- |
| 20-5-2006  | Трнава        | Словаччина           | 1 – 1     | Бельгія              | товариський матч   | -    | 46'      |
| 24-5-2006  | Генк          | Бельгія              | 3 – 3     | Туреччина            | товариський матч   | -    | 46'      |
| 16-8-2006  | Брюссель      | Бельгія              | 0 – 0     | Казахстан            | Відбір до ЧЄ 2008  | -    |          |
| 6-9-2006   | Єреван        | Вірменія             | 0 – 1     | Бельгія              | Відбір до ЧЄ 2008  | -    | 77'      |
| 7-10-2006  | Белград       | Сербія               | 1 – 0     | Бельгія              | Відбір до ЧЄ 2008  | -    | 62'      |
| 11-10-2006 | Брюссель      | Бельгія              | 3 – 0     | Азербайджан          | Відбір до ЧЄ 2008  | 1    | 70' 87'  |
| 7-2-2007   | Брюссель      | Бельгія              | 0 – 2     | Чехія                | товариський матч   | -    | 61'      |
| 22-8-2007  | Брюссель      | Бельгія              | 3 – 2     | Сербія               | Відбір до ЧЄ 2008  | 2    | 90'      |
| 12-9-2007  | Алмати        | Казахстан            | 2 – 2     | Бельгія              | Відбір до ЧЄ 2008  | -    |          |
| 13-10-2007 | Брюссель      | Бельгія              | 0 – 0     | Фінляндія            | Відбір до ЧЄ 2008  | -    |          |
| 17-10-2007 | Брюссель      | Бельгія              | 3 – 0     | Вірменія             | Відбір до ЧЄ 2008  | 1    |          |
| 17-11-2007 | Катовиці      | Польща               | 2 – 0     | Бельгія              | Відбір до ЧЄ 2008  | -    |          |
| 21-11-2007 | Баку          | Азербайджан          | 0 – 1     | Бельгія              | Відбір до ЧЄ 2008  | -    |          |
| 26-3-2008  | Брюссель      | Бельгія              | 1 – 4     | Марокко              | товариський матч   | -    | 80'      |
| 30-5-2008  | Флоренція     | Італія               | 3 – 1     | Бельгія              | товариський матч   | -    | 58'      |
| 10-9-2008  | Стамбул       | Туреччина            | 1 – 1     | Бельгія              | Відбір до ЧС 2010  | -    |          |
| 11-10-2008 | Брюссель      | Бельгія              | 2 – 0     | Вірменія             | Відбір до ЧС 2010  | -    |          |
| 11-2-2009  | Генк          | Бельгія              | 2 – 0     | Словенія             | товариський матч   | -    | 82'      |
| 28-3-2009  | Генк          | Бельгія              | 2 – 4     | Боснія і Герцеговина | Відбір до ЧС 2010  | 1    | 79'      |
| 1-4-2009   | Зениця        | Боснія і Герцеговина | 2 – 1     | Бельгія              | Відбір до ЧС 2010  | -    |          |
| 31-5-2009  | Токіо         | Японія               | 4 – 0     | Бельгія              | Kirin Cup          | -    | 81'      |
| 12-8-2009  | Теплиці       | Чехія                | 3 – 1     | Бельгія              | товариський матч   | -    |          |
| 5-9-2009   | Ла-Корунья    | Іспанія              | 5 – 0     | Бельгія              | Відбір до ЧС 2010  | -    |          |
| 9-9-2009   | Єреван        | Вірменія             | 2 – 1     | Бельгія              | Відбір до ЧС 2010  | -    |          |
| 10-10-2009 | Брюссель      | Бельгія              | 2 – 0     | Туреччина            | Відбір до ЧС 2010  | -    |          |
| 14-10-2009 | Таллінн       | Естонія              | 2 – 0     | Бельгія              | Відбір до ЧС 2010  | -    |          |
| 3-3-2010   | Брюссель      | Бельгія              | 0 – 1     | Хорватія             | товариський матч   | -    | 70'      |
| 19-5-2010  | Брюссель      | Бельгія              | 2 – 1     | Болгарія             | товариський матч   | -    | 46'      |
| 3-9-2010   | Брюссель      | Бельгія              | 0 – 1     | Німеччина            | Відбір до ЧЄ 2012  | -    |          |
| 7-9-2010   | Стамбул       | Туреччина            | 3 – 2     | Бельгія              | Відбір до ЧЄ 2012  | -    | 54'      |
| 17-11-2010 | Воронеж       | Росія                | 0 – 2     | Бельгія              | товариський матч   | -    | 89'      |
| 25-3-2011  | Відень        | Австрія              | 0 – 2     | Бельгія              | Відбір до ЧЄ 2012  | -    |          |
| 29-3-2011  | Брюссель      | Бельгія              | 4 – 1     | Азербайджан          | Відбір до ЧЄ 2012  | -    | 64'      |
| 7-10-2011  | Брюссель      | Бельгія              | 4 – 1     | Казахстан            | Відбір до ЧЄ 2012  | -    |          |
| 11-10-2011 | Дюссельдорф   | Німеччина            | 3 – 1     | Бельгія              | Відбір до ЧЄ 2012  | -    | 65'      |
| 11-11-2011 | Льєж          | Бельгія              | 2 – 1     | Румунія              | товариський матч   | -    | 66'      |
| 15-11-2011 | Сен-Дені      | Франція              | 0 – 0     | Бельгія              | товариський матч   | -    | 62'      |
| 29-2-2012  | Іракліон      | Греція               | 1 – 1     | Бельгія              | товариський матч   | -    | 58'      |
| 2-6-2012   | Лондон        | Англія               | 1 – 0     | Бельгія              | товариський матч   | -    |          |
| 15-8-2012  | Брюссель      | Бельгія              | 4 – 2     | Нідерланди           | товариський матч   | -    | 58'      |
| 7-9-2012   | Кардіфф       | Уельс                | 0 – 2     | Бельгія              | Відбір до ЧС 2014  | -    | 64'      |
| 11-9-2012  | Брюссель      | Бельгія              | 1 – 1     | Хорватія             | Відбір до ЧС 2014  | -    | 65' 72'  |
| 12-10-2012 | Белград       | Сербія               | 0 – 3     | Бельгія              | Відбір до ЧС 2014  | -    |          |
| 16-10-2012 | Брюссель      | Бельгія              | 2 – 0     | Шотландія            | Відбір до ЧС 2014  | -    | 46'      |
| 6-2-2013   | Брюгге        | Бельгія              | 2 – 1     | Словаччина           | товариський матч   | -    |          |
| 22-3-2013  | Скоп'є        | Північна Македонія   | 0 – 2     | Бельгія              | Відбір до ЧС 2014  | -    |          |
| 26-3-2013  | Брюссель      | Бельгія              | 1 – 0     | Північна Македонія   | Відбір до ЧС 2014  | -    | 55'      |
| 29-5-2013  | Клівленд      | США                  | 2 – 4     | Бельгія              | товариський матч   | -    | 41'      |
| 7-6-2013   | Брюссель      | Бельгія              | 2 – 1     | Сербія               | Відбір до ЧС 2014  | -    | 71'      |
| 14-8-2013  | Брюссель      | Бельгія              | 0 – 0     | Франція              | товариський матч   | -    | 85'      |
| 6-9-2013   | Глазго        | Шотландія            | 0 – 2     | Бельгія              | Відбір до ЧС 2014  | -    | 85'      |
| 11-10-2013 | Загреб        | Хорватія             | 1 – 2     | Бельгія              | Відбір до ЧС 2014  | -    | 84'      |
| 15-10-2013 | Брюссель      | Бельгія              | 1 – 1     | Уельс                | Відбір до ЧС 2014  | -    |          |
| 14-11-2013 | Брюссель      | Бельгія              | 0 – 2     | Колумбія             | товариський матч   | -    | 75'      |
| 19-11-2013 | Брюссель      | Бельгія              | 2 – 3     | Японія               | товариський матч   | -    | 72'      |
| 1-6-2014   | Стокгольм     | Швеція               | 0 – 2     | Бельгія              | товариський матч   | -    |          |
| 7-6-2014   | Брюссель      | Бельгія              | 1 – 0     | Туніс                | товариський матч   | -    |          |
| 17-6-2014  | Белу-Оризонті | Бельгія              | 2 – 1     | Алжир                | ЧС 2014 - 1-й етап | -    | 65'      |
| 26-6-2014  | Сан-Паулу     | Південна Корея       | 0 – 1     | Бельгія              | ЧС 2014 - 1-й етап | -    | 50'      |
| 4-9-2014   | Льєж          | Бельгія              | 2 – 0     | Австралія            | товариський матч   | -    | 81'      |
| 12-11-2014 | Брюссель      | Бельгія              | 3 – 1     | Ісландія             | товариський матч   | -    | 46'      |
| 7-6-2015   | Сен-Дені      | Франція              | 3 – 4     | Бельгія              | товариський матч   | -    | 81'      |
| 29-3-2016  | Лейрія        | Португалія           | 2 – 1     | Бельгія              | товариський матч   | -    | 79' 85'  |
| 28-5-2016  | Женева        | Швейцарія            | 1 – 2     | Бельгія              | товариський матч   | -    | 55'      |
| 5-6-2016   | Брюссель      | Бельгія              | 3 – 2     | Норвегія             | товариський матч   | -    | 84'      |
| 18-6-2016  | Бордо         | Бельгія              | 3 – 0     | Ірландія             | ЧЄ 2016 - 1-й етап | -    | 57'      |
| 1-9-2016   | Брюссель      | Бельгія              | 0 – 2     | Іспанія              | товариський матч   | -    | 46'      |
| 25-3-2017  | Брюссель      | Бельгія              | 1 – 1     | Греція               | Відбір до ЧС 2018  | -    | 66'      |
| 28-3-2017  | Сочі          | Росія                | 3 – 3     | Бельгія              | товариський матч   | -    | 85'      |
| 31-8-2017  | Льєж          | Бельгія              | 9 – 0     | Гібралтар            | Відбір до ЧС 2018  | -    | 46'      |
| 3-9-2017   | Пірей         | Греція               | 1 – 2     | Бельгія              | товариський матч   | -    | 50' 74'  |
| 10-11-2017 | Брюссель      | Бельгія              | 3 – 3     | Мексика              | товариський матч   | -    | 46'      |
| 14-11-2017 | Брюгге        | Бельгія              | 1 – 0     | Японія               | товариський матч   | -    | 62'      |
| 28-3-2017  | Брюссель      | Бельгія              | 4 – 0     | Саудівська Аравія    | товариський матч   | -    | 84'      |
| 2-6-2018   | Брюссель      | Бельгія              | 0 – 0     | Португалія           | товариський матч   | -    | 46'      |
| 11-6-2018  | Брюссель      | Бельгія              | 4 – 1     | Коста-Рика           | товариський матч   | -    | 70'      |
| 18-6-2018  | Сочі          | Бельгія              | 3 – 0     | Панама               | ЧС 2018 - 1-й етап | -    | 74'      |
| 28-6-2018  | Калінінград   | Англія               | 0 – 1     | Бельгія              | ЧС 2018 - 1-й етап | -    |          |
| Усього     |               | Матчів               | 78        |                      | Голів              | 5    |          |

## Досягнення
- Чемпіон Нідерландів:

АЗ: 2008-09
- Володар Суперкубка Нідерландів:

АЗ: 2009
- Бронзовий призер чемпіонату світу: 2018